# Championnats du monde de tir 1962
Navigation
Édition précédente Édition suivante
Les championnats du monde de tir 1962, trente-huitième édition des championnats du monde de tir, ont eu lieu au Caire, en Égypte, en 1962.